# Đường sắt Čiernohronská
Đường sắt Čiernohronská (tiếng Slovakia: Čiernohronská železnica) (viết tắt ČHŽ) là một tuyến đường sắt khổ hẹp với khổ đường 760 mm, hoạt động trên các tuyến đường Chvatimech - Hronec - Čierny Balog, Čierny Balog - Vydrovo và Čierny Balog - Dobroč trong dãy núi Slovak Ore. Đường sắt Čiernohronská được ghi danh vào Danh sách Di tích Trung ương vào năm 1982, và được công nhận là một trong bảy kỳ quan của vùng tự quản Banská Bystrica vào năm 2011.

## Miêu tả
Tổng chiều dài của đường sắt Čiernohronská sau Chiến tranh thế giới thứ hai là 131,98 km. Đường sắt Čiernohronská đã vận chuyển khoảng 60.000 người vào năm 2011.
Trước thời điểm bắt đầu vào vụ thu hoạch chính (trước ngày ngày 30 tháng 6), các chuyến tàu của đường sắt Čiernohronská chạy theo chuyến với một đầu máy xe lửa. Vào chính vụ thu hoạch, từ ngày 1 tháng 7 đến ngày 1 tháng 9, thời gian biểu hàng ngày của đường sắt Čiernohronská bao gồm: 8 chuyến giữa Čierny Balog và Vydrov-Korytárske, 3 chuyến giữa Čierny Balog và Šánske, và 2 chuyến giữa Čierny Balog và Dobročou.

## Hình ảnh

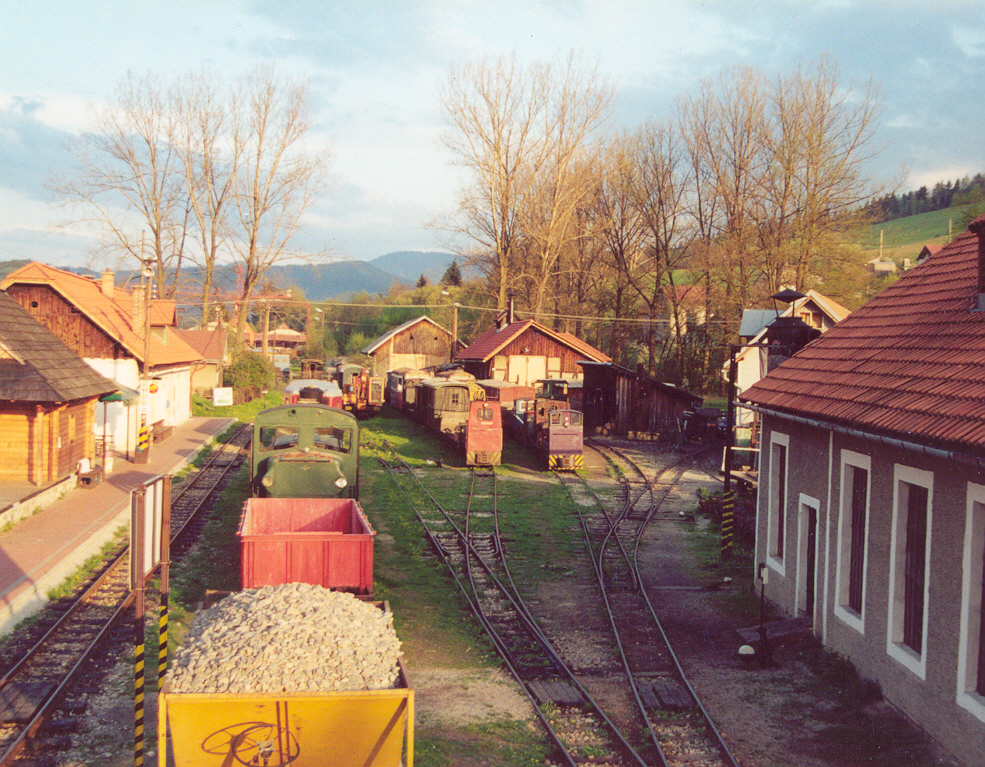
Nhà ga ở Čierny Balog
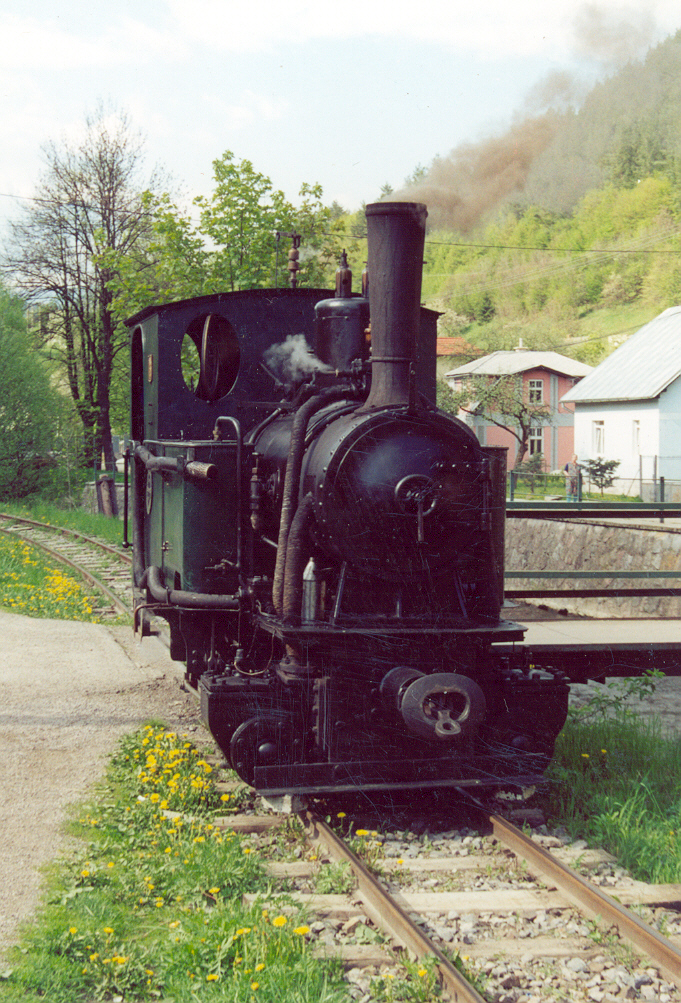
Đầu máy hơi nước Smoschewer